# Laurens Suurpää
Laurens Suurpää  (latin:  Laurentius Michaelis ), född ca 1450, död 1506, var domprost och biskop i Åbo stift.

## Biografi
Åbosläkten Suurpää utgjordes av köpmän och präster och dess medlemmar är kända under 1400-talets senare hälft. I Tallinn har namnet förekommit redan i slutet av 1300-talet och namnet kan komma från orten Suurpea vid Estlands nordkust. Det är dock inte uteslutet att släkten har ett finskt eller estniskt ursprung och att binamnet är ett öknamn, ”storhuvud” . Då binamnet nämns i finländska sammanhang är det alltid i förbindelse med Tallinn och Nyland. Då två köpmän med binamnet Suurpää på 1450-talet förekommer i Åbo, den ene borgmästare, den andre pälshandlare och rådman, tillhör de  från början eliten i staden. Borgmästaren Mikael är känd som sådan endast åren 1455-1456. Ragvald Torgilsson Suurpää hade fastigheter kring Åbo, i Stockholm och i Lübeck. Vardera uppfostrade en son till präst.

### Ungdom
Laurens Suurpää var son till borgmästaren Mikael Suurpää, vars hustru troligen tillhörde frälset, eftersom Laurens ärvde ett frälsegods utanför staden och hade släktingar i det lokala frälset. Laurens studerade vid universitetet i Paris och avlade där examen som baccalaureus 1473 och licentiatus 1474. Vilka uppgifter han fick vid återkomsten till Finland vet man inte men år 1485 utsågs han till kanik vid Åbo domkapitel. Han fick då Sankta Katarinas stadsprebende och Kimito kyrksocken som Hemming Gadh dittills hade haft. Efter valet av dåvarande domprosten Magnus Stiernkors till biskop valdes Laurens Suurpää år 1489 till domprost. Som prebende behöll han Kimito men fick också Rusko kyrksocken jämte andra inkomster från mera avlägsna områden. År 1490 uppträdde Laurens Suurpää som sigillvittne i flera av Lucia Olofsdotters hemmansaffärer till förmån för Nådendals kloster. Han gav då också ur sitt mödernearv ett frälsehemman i Kaivos by i Lemo socken som provent till klostret för sin kvinnliga släkting Anna Jönsdotter. Anna var dotter till den då avlidne Jöns Persson, som var fogde på biskopsgodset Niitty gård i Lemo och väpnare. Sigillvittne var Laurens släkting väpnaren Arvid Olofsson, senare häradshövding i Hollola och år 1494 en av försvararna vid det ryska angreppet på Viborg.

### Biskop
Domkapitlet valde den 21 mars 1500 Laurens Suurpää till ny biskop i Åbo bara en dryg vecka efter företrädarens död. Det var ovanligt att en borgerlig person valdes till ämbetet men genom sin bakgrund stod han frälset nära. Hans avsikt att själv betala vigningsavgiften om 200 guldfloriner till kurian kan ha inverkat på valet. Det var dessutom kutym i Åbo att domprosten valdes till biskop. Det gick snabbt att få kung Hans förord och påven utsåg Laurens till biskop den 7 augusti samma år. Redan innan den påvliga bekräftelsen samlade Laurens in skatter som företrädaren hade utskrivit. I juli 1500 gjorde Laurens en visitation av Nådendals kloster i sällskap av två kaniker. Den ena av kanikerna ansåg att ett så litet följe inte var värdigt en biskop men enligt klosterregeln fick inte fler personer släppas in på en gång. Kaniken återvände till Åbo medan biskopen begav sig för att äta. Biskopen återkom därefter till klostret och utförde visitationen men hotade att återkomma tre gånger per år med bistånd av åtta kaniker. Biskopen hävdade att ordensprivilegierna enligt kyrkorätten var upphävda och att han tänkte följa kyrkans lag. Nådendals kloster vände sig då till konventet i Vadstena och berättade vad som hade skett. Redan i början av augusti utfärdade Sten Sture ett skyddsbrev för klostret i Nådendal, sannolikt som en följd av vad som hade skett. En forskare har med anledning av det skedda kommenterat biskopskrönikans beskrivning av Laurens som ”mitis et mansuetus” , vilket vanligen översätts med mild och saktmodig, så att det snarast ska läsas som lättledd och osjälvständig. Laurens vigdes till biskop 15.8.1501 i Uppsala då han svor trohetsed till ärkebiskopen. 
En grupp svenska aristokrater sade i augusti 1501 upp kung Hans tro och lydnad. I november valdes Sten Sture för andra gången till riksföreståndare men fick inte stöd av ärkebiskop Jakob Ulfsson. I maj 1502 kapitulerade Stockholms slott och Jakob Ulfsson tvingades ingå förlikning med Sten Sture. Samma sommar sade biskop Laurens och Viborgs befälhavare Erik Turesson upp kungen sin tro och lydnad. I september 1502 fördes förhandlingar i Åbo med bland annat Laurens Suurpää närvarande och Åbo slott överläts till Sten Sture. Denne avled dock i december 1503 och Svante Nilsson valdes till ny riksföreståndare i januari 1504. I mars hyllade Finlands ständer honom vid ett möte under biskopens ledning i Åbo. I juli 1504 kom Svante Nilsson till Åbo och slottet överläts till honom. Några dagar senare i domkyrkan fick biskopen, domkapitlet och de två lagmännen svära Svante sin trohet. Något senare svor borgerskapet honom sin trohet på Åbo rådstuga. Laurens Suurpää deltog endast i ett riksrådsmöte i maj 1505 då ett fredsmöte i Kalmar skulle föreberedas. Annars företräddes han av domprosten Henrik Wenne. Laurens ansträngde sig därefter att förhindra att vapen och andra krigsförnödenheter fördes över till Sverige, eftersom krigshotet från Danmark lika mycket gällde Finland. Han motsatte sig också kontantöverföringar från det finska stiftet till riksledningen. Han månade därtill om att vissa församlingar i det inre av Finland skulle delas så att församlingsborna bättre kunde nås av det kristna budskapet. Under Laurens livstid syntes inga resultat av detta. I augusti 1506 gjorde Laurens en visitationsresa till Åland men drabbades av en hjärnförlamning. Han låg förlamad i 43 dagar innan han avled den 28 september 1506. Han begravdes i Allhelgonakoret i Åbo domkyrka.

## Övrigt
Laurens är upptagen i längden över Heliga tre konungars gille i Åbo och kallas där kanik.
Laurens Suurpää har donerat till sin tidigare prebendekyrka Rusko en nattvardskalk med paten. Kalken bär texten ”Lares Surpe Biscop i Abo” och pryds av en bild av korsfästelsen. Patenen har ett ingraverat Kristushuvud, ett bibelspråk och initialerna VN.
Laurens Suurpää anses vara byggherre till det sista medeltida koret i Åbo domkyrka. Det förlades till en ljusgård på kyrkans södra sida mellan Allhelgonakoret och Sankta Katarinas kapell. I koret placerades Sankt Lars och Sankt Olofs altare, tydligen också Sankt Vincentius. Kapellet har på 1600-talet inlösts av generalen Åke Totts släktingar och kallas idag det Tottska gravkoret.